# Hans Hillen

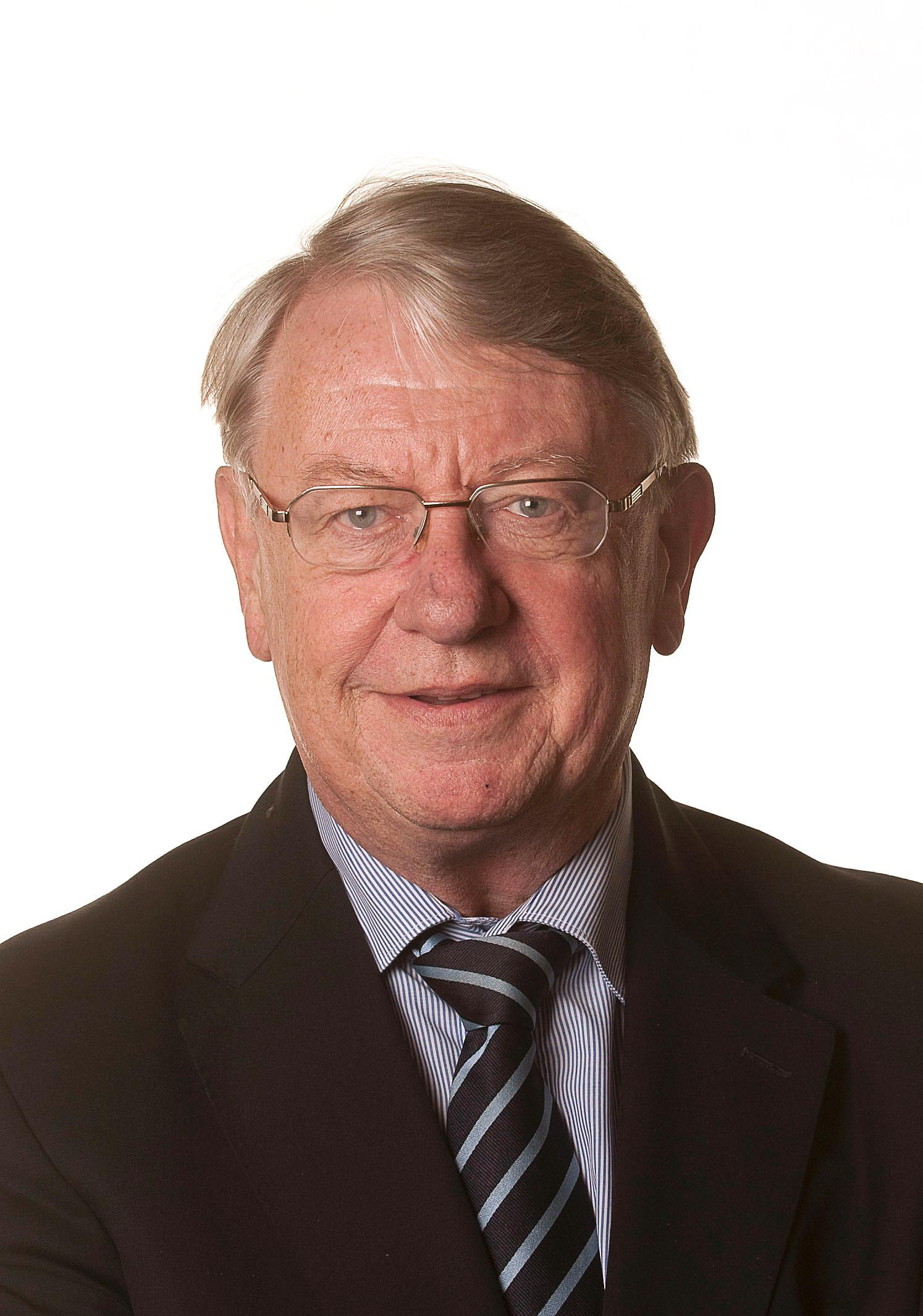
Hans Hillen

Johannes Stefanus Joseph (Hans) Hillen (* 17. Juni 1947 in Den Haag) ist ein niederländischer Politiker des Christen-Democratisch Appèl (CDA). Er war Verteidigungsminister im Kabinett Rutte I und setzte sich für eine starke Landesverteidigung in engem Bündnis mit der NATO ein.

## Leben
Sein Vater war Berufssoldat. Er studierte Soziologie an der Universität Utrecht und übte verschiedene Ämter aus, bevor er sich als Politiker engagierte. Unter anderem war er (Sport)journalist bei der Nederlandse Omroep Stichting (NOS), Lehrer und Beamter. In seiner letzten Tätigkeit war er in den 1980er Jahren Sprecher des Finanzministers Onno Ruding und verteidigte seine weitgehenden Beschränkungen.
1990 wurde er in die Zweite Kammer des niederländischen Parlaments gewählt und blieb Mitglied bis 2002. 2003 wurde er Vorsitzender des Gesundheitsrats CVZ und wechselte anschließend in die Erste Kammer im Jahre 2007. Hier war er aktiv bis zu seiner Ernennung zum Verteidigungsminister am 14. Oktober 2010. Von 2005 bis 2010 war er weiterhin Mitglied des Vorstandes des Arbeitgeberverbandes VNO-NCW.
Am 22. November 2010 gab Hillen über seinen Pressesprecher zu, dass er in seiner Zeit als Mitglied der Ersten Kammer einen Nebenjob bei British American Tobacco hatte. Damals wurde ein Rauchverbot behandelt. Hillen meinte, er habe die vorgeschriebene Meldung seines Nebenjobs "vergessen".
Hans Hillen ist verheiratet und lebt in Hilversum. Er gehört der römisch-katholischen Kirche an.

## Belege
1. ↑  Trouw: Hilen had nevenfunctie moeten melden, Abruf am 22. November 2010.

| Vorgänger             | Amt                                             | Nachfolger                 |
| --------------------- | ----------------------------------------------- | -------------------------- |
| Eimert van Middelkoop | Verteidigungsminister der Niederlande 2010–2012 | Jeanine Hennis-Plasschaert |

| Personendaten    | Personendaten                             |
| ---------------- | ----------------------------------------- |
| NAME             | Hillen, Hans                              |
| ALTERNATIVNAMEN  | Hillen, Johannes Stefanus Joseph          |
| KURZBESCHREIBUNG | niederländischer Journalist und Politiker |
| GEBURTSDATUM     | 17. Juni 1947                             |
| GEBURTSORT       | Den Haag                                  |